# Sân bay quốc tế Adelaide
Sân bay quốc tế Adelaide (tiếng Anh: Adelaide International Airport) (IATA: ADL, ICAO: YPAD) là sân bay chính của thủ phủ Adelaide của Nam Australia. Sân bay này tọa lạc gần West Beach cách trung tâm của Adelaide 8 km. Đây là sân bay nội địa lớn thứ tư và là sân bay quốc tế lớn thứ sáu của Úc, phục vụ 5,8 triệu lượt khách mỗi năm.
Được mở cửa lần đầu ngày 16/2/1955, sân bay này được xây dựng để thay thế sân bay Parafield làm sân bay chính của Adelaide. Địa điểm xây dựng là trên khu đất đã từng được sử dụng là market garden và có vùng đất ngập nước Patawalonga Creek. Nhà ga quốc nội và quốc tế dùng chung mở cửa năm 2005.

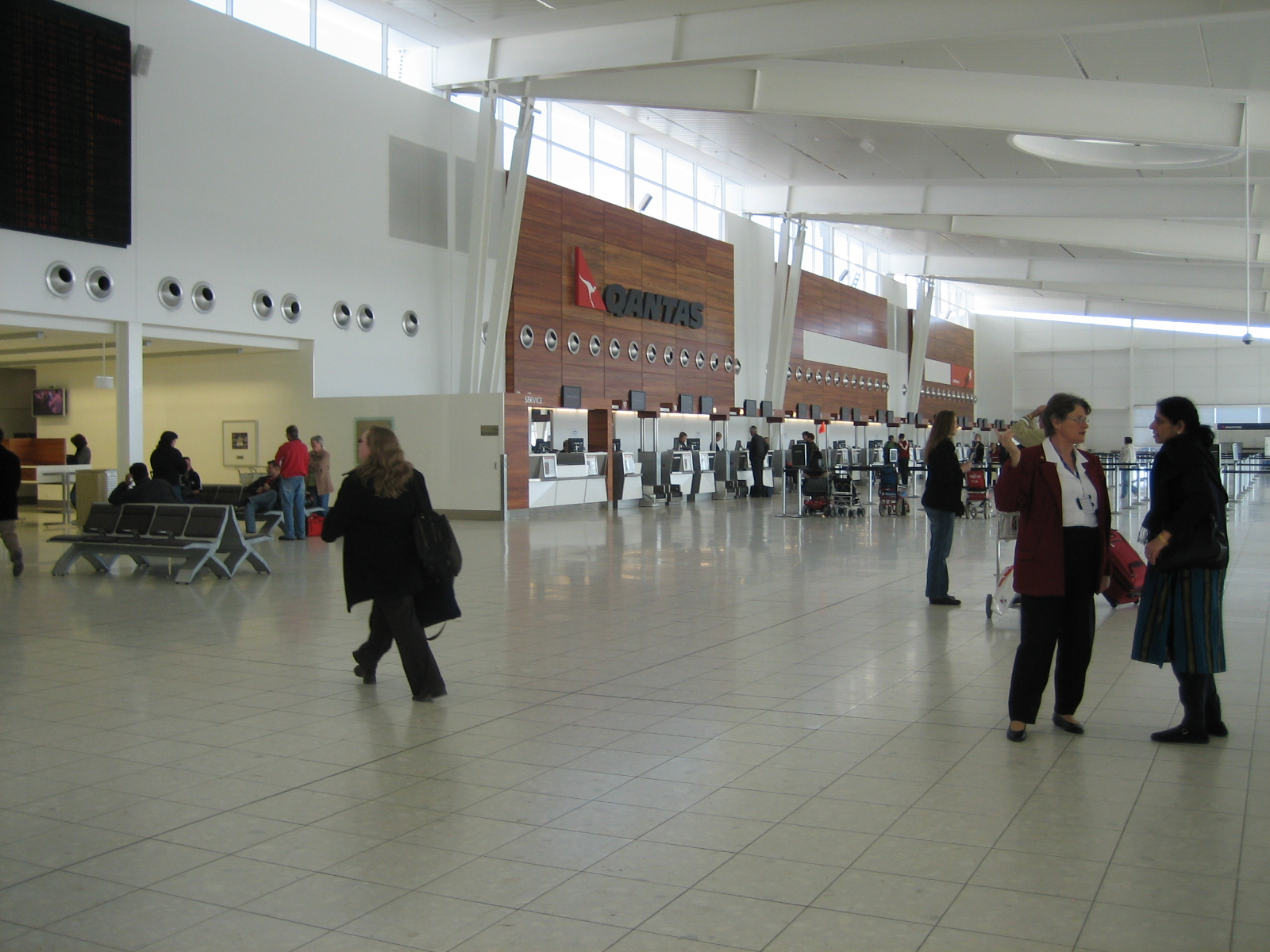
Adelaide Airport T1, Qantas Checkin Desks

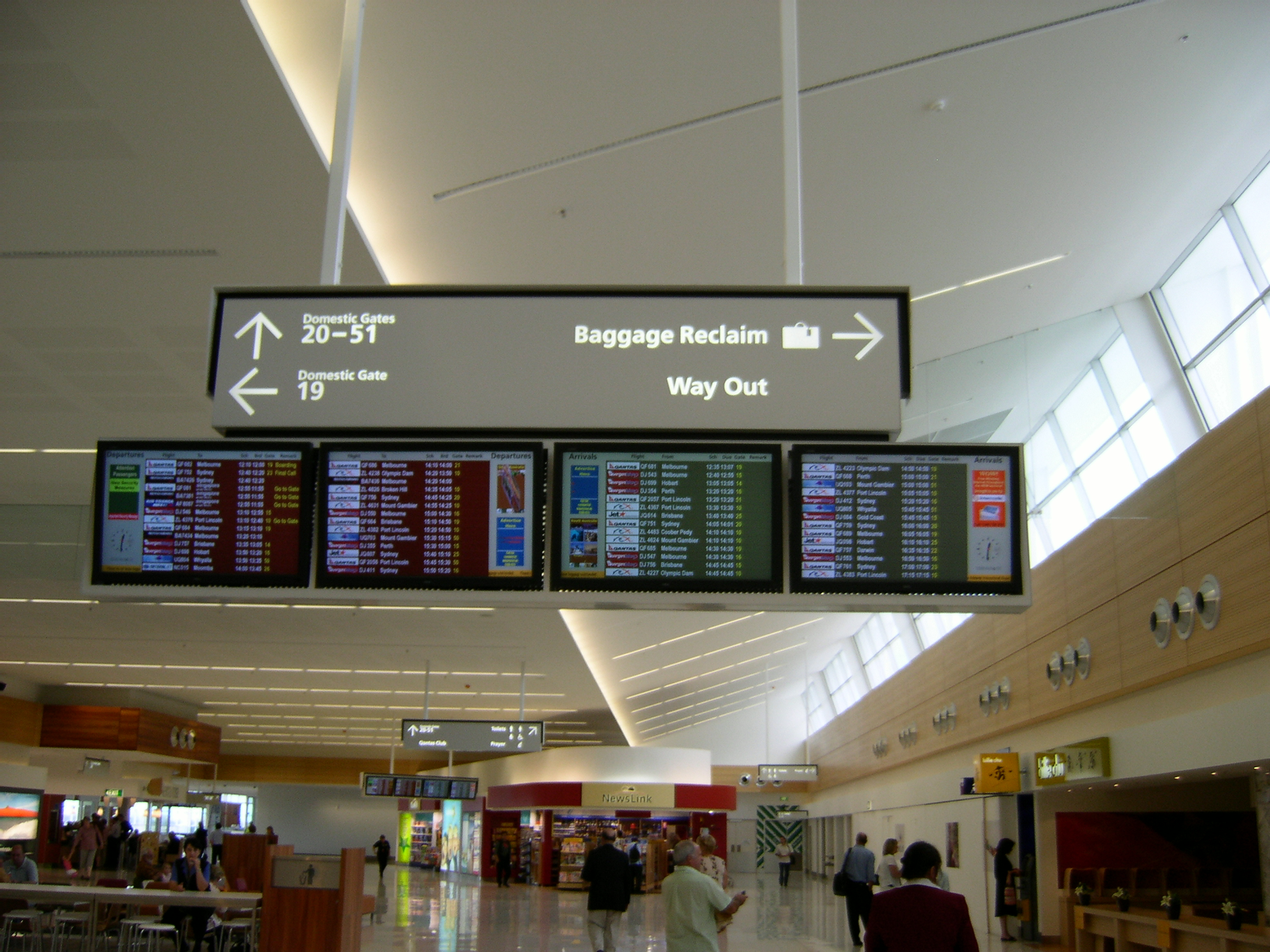
Main concourse terminal one, 2006

## Các hãng hàng không

### Các hãng quốc tế
- Air New Zealand (Auckland)
- Cathay Pacific (Hong Kong)
- Malaysia Airlines (Kuala Lumpur)
- Qantas (Melbourne, Singapore)
- Qatar Airways (Doha)
- Singapore Airlines (Singapore)

### Các hãng vận chuyển hàng hóa quốc tế
- Australian Air Express (Melbourne)
- Singapore Airlines Cargo (Singapore, Melbourne)
- Toll Priority (Melbourne)

### Các hãng quốc nội
- Qantas (Alice Springs, Brisbane, Canberra, Darwin, Melbourne, Sydney, Perth)
  - Jetstar Airways (Melbourne-Avalon, Brisbane, Cairns, Darwin, Gold Coast, Sunshine Coast, Sydney)
  - Alliance Airlines (Olympic Dam)
- Tiger Airways Australia (Melbourne)
- Virgin Blue (Brisbane, Broome, Canberra, Gold Coast, Hobart, Melbourne, Sydney, Perth)

### Các hãng khu vực
- Air South Regional (Kingscote (Kangaroo Island))
- National Jet Systems (Ballera, Moomba)
- Regional Express (Broken Hill, Ceduna, Coober Pedy, Kingscote (Kangaroo Island), Mount Gambier, Port Lincoln, Whyalla)
- Sharp Airlines (Mildura, Port Augusta [begins ngày 28 tháng 4 năm 2008])